# Ophiocoma
Ophiocoma is een geslacht van slangsterren, en het typegeslacht van de familie Ophiocomidae. De wetenschappelijke naam van het geslacht werd in 1835 voorgesteld door Louis Agassiz richtte het geslacht op in 1835.
De typesoort van het geslacht is Ophiocoma echinata, oorspronkelijk beschreven als Ophiura echinata door Jean-Baptiste de Lamarck in 1816.
In 2013 beschreven Sabine Stöhr, Emilie Boissin en Thierry B. Hoareau de Ophiocoma brevipes-groep als een nieuw ondergeslacht Breviturma.

## Soorten
- Ophiocoma aegyptiaca Soliman, 1991
- Ophiocoma aethiops Lütken, 1859
- Ophiocoma alexandri Lyman, 1860
- Ophiocoma anaglyptica Ely, 1944
- Ophiocoma cynthiae Benavides-Serrato & O'Hara, 2008
- Ophiocoma echinata (Lamarck, 1816)
- Ophiocoma endeani Rowe & Pawson, 1977
- Ophiocoma erinaceus Müller & Troschel, 1842
- Ophiocoma hessi Rasmussen, 1972  †
- Ophiocoma ishidai Kutscher & Jagt, 2000 †
- Ophiocoma longispina H.L. Clark, 1917
- Ophiocoma macroplaca (H.L. Clark, 1915)
- Ophiocoma occidentalis H.L. Clark, 1938
- Ophiocoma paucigranulata Devaney, 1974
- Ophiocoma pica Müller & Troschel, 1842
- Ophiocoma pumila Lütken, 1856
- Ophiocoma pusilla (Brock, 1888)
- Ophiocoma rasmusseni Hess, 1960 †
- Ophiocoma schoenleinii Müller & Troschel, 1842
- Ophiocoma scolopendrina (Lamarck, 1816)
- Ophiocoma senonensis (Valette, 1915) †
- Ophiocoma valenciae Müller & Troschel, 1842
- Ophiocoma wendtii Müller & Troschel, 1842

Ondergeslacht Breviturma
- Ophiocoma brevipes Peters, 1851
- Ophiocoma dentata Müller & Troschel, 1842
- Ophiocoma doederleini De Loriol, 1899
- Ophiocoma krohi Stöhr, Boissin & Hoareau, 2013